# Flughafen Arctic Bay

i7
i11
i13

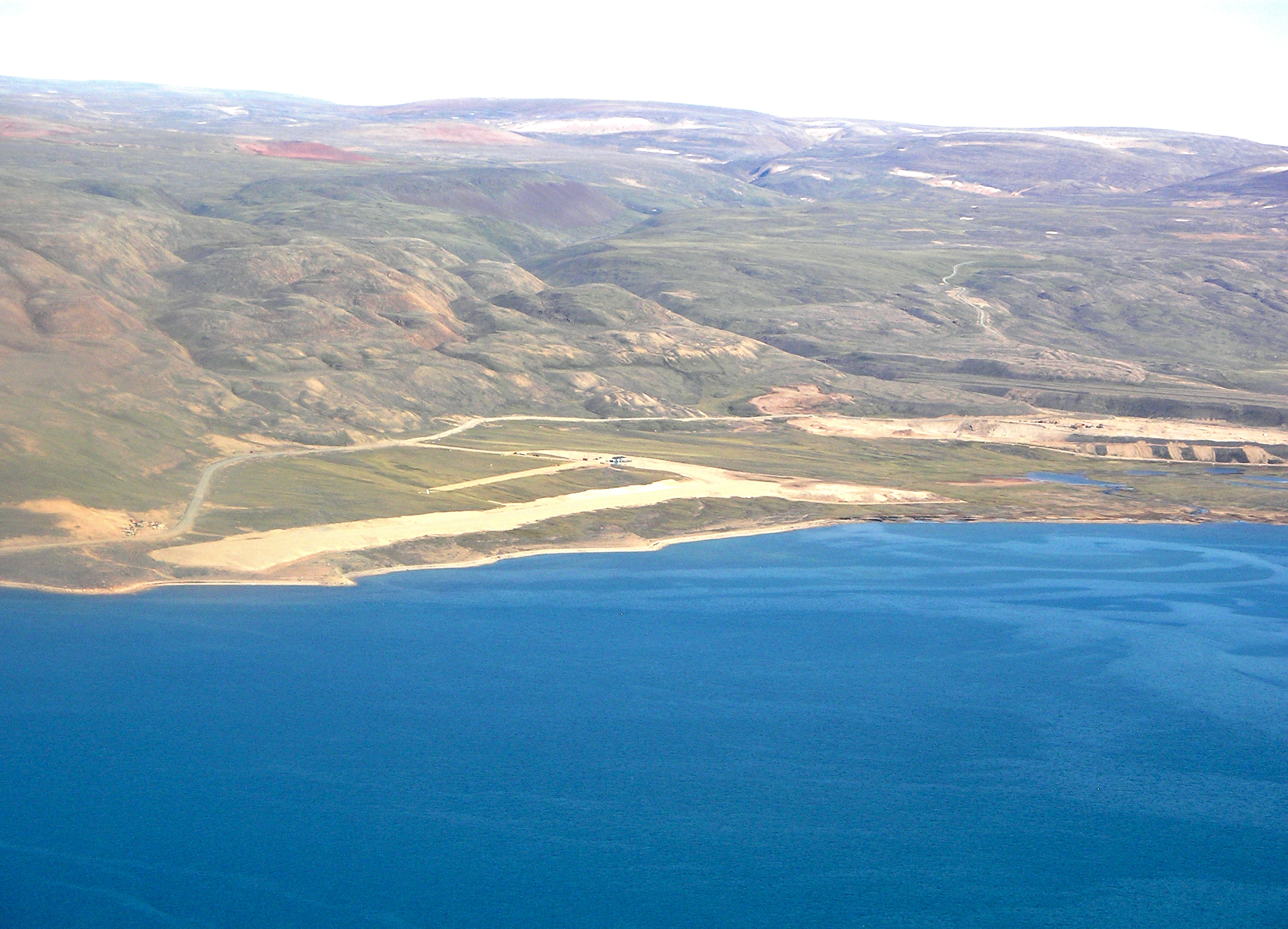
Start- und Landebahnen des Flughafens Arctic Bay, 2010

Der Flughafen Arctic Bay (IATA-Code: YAB; ICAO: CYAB), befindet sich 5,6 km südöstlich von Arctic Bay, Nunavut, Kanada. Bis zum 12. Januar 2010 wurde der etwa 25 km entfernte Flughafen Nanisivik für den regulären Betrieb genutzt. Zum 13. Januar 2010 zog die First Air (inzwischen Canadian North) an den gerade erweiterten Flughafen Arctic Bay um und führt von Arctic Bay Flüge nach Iqaluit und Resolute Bay durch. Der Bürgermeister von Arctic Bay, Niore Iqalukjuak, sagte, dass mit dem Umzug des Flugbetriebs pro Flug 40 Dollar für die Taxifahrt gespart werden können. Des Weiteren spart die Regierung des Territorium Nunavuts jährlich etwa 600.000 Dollar, da man die Straße nicht mehr ganzjährig unterhalten muss.

## Infrastruktur
2010 war die Piste mit 457 Metern Länge die kürzeste in ganz Nunavut. Südlich dieser Runway wurde eine neue Landepiste mit 1199 Metern Länge gebaut. Auf der alten Landebahn steht das neue Terminal.

## Fluggesellschaften und Ziele
| Fluggesellschaften | Ziele                          |
| ------------------ | ------------------------------ |
| Canadian North     | Iglulik, Iqaluit, Resolute Bay |